# Дэвисон, Джей Ди
Джердарриан Девонте Дэвисон (англ. Jerdarrian Devontae Davison; род. 3 октября 2002, Монтгомери) — американский профессиональный баскетболист, выступающий за клуб НБА «Бостон Селтикс». Играет на позиции разыгрывающего защитника.

## Профессиональная карьера

### Бостон Селтикс (2022—настоящее время)
Дэвисон был выбран под 53-м пиком на драфте НБА 2022 года клубом «Бостон Селтикс». 8 июля 2022 года «Селтикс» подписали с Дэвисоном двухсторонний контракт, по условиям которого Дэвисон также будет выступать за клуб Джи-Лиги «Мэн Селтикс». 11 ноября 2022 года Дэвисон дебютировал в НБА в матче против «Денвер Наггетс».
9 июля 2023 года Дэвисон подписал еще один двусторонний контракт с «Селтикс». Дэвисон стал чемпионом НБА, когда «Селтикс» победили «Даллас Маверикс» в финале НБА в 5 матчах. 8 июля 2024 года он подписал еще один двусторонний контракт.
2 апреля 2025 года Дэвисон был назван MVP Джи-Лиги НБА в сезоне 2024/2025. 12 апреля Дэвисон был переведен на стандартный двухлетний контракт с «Бостон Селтикс».

## Статистика

### Статистика в НБА
| Сезон                                                                                    | Команда | Регулярный сезон | Регулярный сезон | Регулярный сезон | Регулярный сезон | Регулярный сезон | Регулярный сезон | Регулярный сезон | Регулярный сезон | Регулярный сезон | Регулярный сезон | Регулярный сезон | Серия плей-офф | Серия плей-офф | Серия плей-офф | Серия плей-офф | Серия плей-офф | Серия плей-офф | Серия плей-офф | Серия плей-офф | Серия плей-офф | Серия плей-офф | Серия плей-офф |
| Сезон                                                                                    | Команда | GP               | GS               | MPG              | FG%              | 3P%              | FT%              | RPG              | APG              | SPG              | BPG              | PPG              | GP             | GS             | MPG            | FG%            | 3P%            | FT%            | RPG            | APG            | SPG            | BPG            | PPG            |
| ---------------------------------------------------------------------------------------- | ------- | ---------------- | ---------------- | ---------------- | ---------------- | ---------------- | ---------------- | ---------------- | ---------------- | ---------------- | ---------------- | ---------------- | -------------- | -------------- | -------------- | -------------- | -------------- | -------------- | -------------- | -------------- | -------------- | -------------- | -------------- |
| 2022/23                                                                                  | Бостон  | 12               | 0                | 5,5              | 42,1             | 28,6             | 50,0             | 0,8              | 0,9              | 0,2              | 0,2              | 1,6              | Не участвовал  | Не участвовал  | Не участвовал  | Не участвовал  | Не участвовал  | Не участвовал  | Не участвовал  | Не участвовал  | Не участвовал  | Не участвовал  | Не участвовал  |
| 2023/24                                                                                  | Бостон  | 8                | 0                | 4,9              | 41,7             | 42,9             | 75,0             | 1,3              | 1,3              | 0,1              | 0,1              | 2,0              | Не участвовал  | Не участвовал  | Не участвовал  | Не участвовал  | Не участвовал  | Не участвовал  | Не участвовал  | Не участвовал  | Не участвовал  | Не участвовал  | Не участвовал  |
| 2024/25                                                                                  | Бостон  | 16               | 0                | 5,8              | 35,3             | 22,2             | 71,4             | 0,8              | 0,8              | 0,3              | 0,1              | 2,1              | 4              | 0              | 3,3            | 12,5           | 50,0           | 50,0           | 0,8            | 0,8            | 0,0            | 0,0            | 1,0            |
|                                                                                          | Всего   | 36               | 0                | 5,5              | 38,5             | 28,1             | 69,2             | 0,9              | 0,9              | 0,2              | 0,1              | 1,9              | 4              | 0              | 3,3            | 12,5           | 50,0           | 50,0           | 0,8            | 0,8            | 0,0            | 0,0            | 1,0            |
| Наведите курсор мыши на аббревиатуры в заголовке таблицы, чтобы прочесть их расшифровку. |         |                  |                  |                  |                  |                  |                  |                  |                  |                  |                  |                  |                |                |                |                |                |                |                |                |                |                |                |

### Статистика в Джи-Лиге
| Сезон                                                                                    | Команда     | Регулярный сезон | Регулярный сезон | Регулярный сезон | Регулярный сезон | Регулярный сезон | Регулярный сезон | Регулярный сезон | Регулярный сезон | Регулярный сезон | Регулярный сезон | Регулярный сезон | Серия плей-офф | Серия плей-офф | Серия плей-офф | Серия плей-офф | Серия плей-офф | Серия плей-офф | Серия плей-офф | Серия плей-офф | Серия плей-офф | Серия плей-офф | Серия плей-офф |
| Сезон                                                                                    | Команда     | GP               | GS               | MPG              | FG%              | 3P%              | FT%              | RPG              | APG              | SPG              | BPG              | PPG              | GP             | GS             | MPG            | FG%            | 3P%            | FT%            | RPG            | APG            | SPG            | BPG            | PPG            |
| ---------------------------------------------------------------------------------------- | ----------- | ---------------- | ---------------- | ---------------- | ---------------- | ---------------- | ---------------- | ---------------- | ---------------- | ---------------- | ---------------- | ---------------- | -------------- | -------------- | -------------- | -------------- | -------------- | -------------- | -------------- | -------------- | -------------- | -------------- | -------------- |
| 2022/23                                                                                  | Мэн Селтикс | 44               | 14               | 32,0             | 49,7             | 30,1             | 72,5             | 4,5              | 7,7              | 0,8              | 0,5              | 13,2             | 1              | 0              | 37,2           | 53,3           | 20,0           | 71,4           | 6,0            | 6,0            | 4,0            | 0,0            | 27,0           |
| 2023/24                                                                                  | Мэн Селтикс | 44               | 44               | 34,3             | 46,2             | 31,3             | 67,1             | 5,0              | 8,5              | 1,4              | 0,6              | 21,5             | 5              | 5              | 38,0           | 41,6           | 41,9           | 83,3           | 4,0            | 11,2           | 2,2            | 0,8            | 19,2           |
| 2024/25                                                                                  | Мэн Селтикс | 45               | 45               | 34,6             | 48,4             | 33,5             | 76,2             | 5,2              | 7,9              | 1,5              | 0,7              | 25,6             | 3              | 3              | 39,5           | 52,8           | 41,7           | 71,4           | 3,3            | 13,3           | 2,0            | 1,0            | 34,7           |
|                                                                                          | Всего       | 133              | 103              | 33,6             | 47,9             | 31,9             | 72,2             | 4,9              | 0,0              | 1,2              | 0,6              | 20,1             | 9              | 8              | 38,4           | 47,2           | 40,0           | 74,1           | 4,0            | 11,3           | 2,3            | 0,8            | 25,2           |
| Наведите курсор мыши на аббревиатуры в заголовке таблицы, чтобы прочесть их расшифровку. |             |                  |                  |                  |                  |                  |                  |                  |                  |                  |                  |                  |                |                |                |                |                |                |                |                |                |                |                |

### Статистика в NCAA
| Сезон | Команда | Conf  | Class | GP | GS | MPG  | FG%  | 3P%  | FT%  | RPG | APG | SPG | BPG | PPG |
| --- | ------- | ----- | ----- | -- | -- | ---- | ---- | ---- | ---- | --- | --- | --- | --- | --- |
| 2021/22 | Алабама | SEC   | FR    | 33 | 5  | 25,8 | 46,3 | 30,1 | 72,8 | 4,8 | 4,3 | 1,0 | 0,4 | 8,5 |
| Всего | Всего   | Всего | Всего | 33 | 5  | 25,8 | 46,3 | 30,1 | 72,8 | 4,8 | 4,3 | 1,0 | 0,4 | 8,5 |
| Наведите курсор мыши на аббревиатуры в заголовке таблицы, чтобы прочесть их расшифровку Статистика приведена с сайта sports-reference.com |         |       |       |    |    |      |      |      |      |     |     |     |     |     |